# Katikimé II
Katikimé II est une localité du Cameroun situé à proximité du lac Tchad dans le département du Logone-et-Chari et la Région de l'Extrême-Nord. Elle fait partie de la commune de Darak.

## Population
Lors du recensement de 2005, on y a dénombré 451 personnes.